# Światowa Konferencja (Społeczność Chrystusa)
Światowa Konferencja – najwyższe ciało ustawodawcze Społeczności Chrystusa, które jest upoważnione do podejmowania decyzji w imieniu całego Kościoła. Jej działanie oparte jest na tzw. zasadzie „wspólnej zgody” i jest nadzorowane przez Pierwsze Prezydium. Światowa Konferencja odpowiada również za odpowiednie funkcjonowanie rad, kworów i porządków Kościoła.
Delegaci (reprezentanci regionalni Kościoła) są wybierani do uczestnictwa w Światowej Konferencji przez Konferencje Centrów Misyjnych. Nad inicjatywami delegaci debatują energicznie, a rezultaty dyskusji niejednokrotnie są przełomowe dla Kościoła. Światowe Konferencje, zgodnie z tradycją praktykowaną od lat w Społeczności Chrystusa, odbywają się w kompleksie światowych władz Kościoła w Independence, w stanie Missouri, Stany Zjednoczone. Debaty, jak również nabożeństwa, prowadzone są zazwyczaj w Audytorium.